# Sadove, Mîhailivka
Sadove (în ucraineană Садове) este un sat în comuna Liubîmivka din raionul Mîhailivka, regiunea Zaporijjea, Ucraina.

## Demografie
Componența lingvistică a localității Sadove
     Ucraineană (88,81%)
     Rusă (11,19%)
Conform recensământului din 2001, majoritatea populației localității Sadove era vorbitoare de ucraineană (88,81%), existând în minoritate și vorbitori de rusă (11,19%).